# Umbellula monocephalus
Umbellula monocephalus is een Pennatulaceasoort uit de familie van de Umbellulidae. De wetenschappelijke naam van de soort is voor het eerst geldig gepubliceerd in 1964 door Pasternak.